# Corky Romano - Agente di seconda mano
Corky Romano - Agente di seconda mano (Corky Romano) è un film statunitense del 2001 diretto da Rob Pritts.

## Trama
Corky Romano, un tranquillo veterinario figlio di un boss mafioso, viene catapultato all'improvviso in un mondo di intrighi e delitti. E come se non bastasse, viene anche scambiato per un agente FBI...